# Бусије (Земун)
Бусије је приградско насеље у београдској општини Земун. Формирано је 23. јануара 1997. године када је градска општина Земун (Београд) продала земљиште за релативно ниску цену углавном избеглицама из Хрватске и БиХ после операције Олуја, иако подручје нема инфраструктуру и није планирано за урбану градњу. Бусије се простиру на 42 хектара и имају преко 1.300 плацева унутар насеља.

## Историја
Општина Земун је 1997. године, на челу са др Војиславом Шешељом који је тада обављао функцију потпредседника Владе Републике Србије и председника општине, одлучила да откупи земљиште од ПК „Напредак“ из Нове Пазове, испарцелише га у плацеве од 600м² и претвори у грађевинско земљиште. Општина је парцеле по цени од 2.500 тадашњих немачких марака продала избеглицама из Хрватске и БиХ које су после операције Олуја биле без крова над главом, и на том месту основала насеље Бусије. Првих неколико година су биле тешке, без струје, воде, пута и основних средстава за живот. Погођени тешким дешавањима из крајева одакле су избегли, насељени народ је заједничким снагама кренуо у изградњу и подизање насеља какво данас познајемо.
Прве улице су асфалтиране 2006. године када је и уведена прва траса аутобуске линије 702 Бусије - Батајница. Године 2006. завршена је изградња парохијског дома и Храма Светог Кирила и Методија. Пошто су становници почели да легализују своје куће, одлучено је да ће се увести план за Бусије у 2007. години. Од aприла 2008. до јула 2012. у Бусијама је радила локална радио станица „Радио Бусије“. Од 2009. године са радом је почела и амбуланта, која се налази у склопу зграде парохијског дома. Током 2019. године, завршена је и основна школа у чијем склопу се налази и вртић. Објекат који се налази унутар дворишта парохијског дома простире се на око 2.000м² и званично је отворен 01.09.2020. године. Школа тренутно ради као издвојено одељење ОШ „Бранко Радичевић” из Батајнице.
Од 2009. године се поводом Светског дана избеглица одржава и културно-спортска манифестација под називом „Крајишки откос“. Посетиоци имају прилику да уживају у наступима културно-уметничких друштава као и у такмичењима у спортским играма као што су: бацање камена са рамена, повлачење конопа, обарање руку, такмичење у косидби и слично. Циљ манифестације јесте очување културе, обичаја и традиције Срба Крајишника. Такође, од 2010. године се традиционално одржава и фестивал фолклора „Стазама наших предака“ у организацији КУД „Ћирило и Методије“ из Бусија. Фестивал традиционално окупља велики број гостију и културно-уметничких друштава из Србије, Републике Српске и Хрватске.
У насељу је такође у два наврата 2016. и 2021. године одржана централна манифестација поводом Дана сећања на све страдале и прогнане Србе у војној акцији "Олуја" 1995. године. Уз велики број грађана оба пута су присуствовали председник Републике Србије, патријарх, руководство Републике Српске, министри у Влади Републике Србије, представници разних избегличких удружења и представници Срба из Хрватске.
Насеље карактеришу широке, равне улице под правим углом. Занимљиво је да улице носе називе по знаменитим личностима из крајева из којих су доселили његови становници, као што су: владике Св. Сава Трлајић и Симеон Злоковић, свештеници и хроничари Никола Беговић, Манојло Грбић, Милан Радека, Адам Прибићевић, Станко Опачић - Ћаница, др Станко Кораћ, Мирко Королија, Огњеслав Утјешеновић Острожински, сликар Живко Стојсављевић, војсковођа Светозар Боројевић и других. По навици, становници овог насеља и даље радије употребљавају бројчане називе улица.
Од 2003. године у насељу постоји и фудбалски клуб Бусије, који као домаћин игра у Угриновцима, јер у Бусијама не постоји фудбалски стадион. Поред фудбалског клуба, насеље Бусије може да се похвали веома успешним КУД „Ћирило и Методије“, који окупља велики број деце и младих.

## Демографија
Процењује се да Бусије имају око 6.000 становника (2011), од којих су око 80% избеглице из Хрватске и БиХ. Нажалост, последњих неколико година, забележен је велики број одлазака становништва из Бусија широм европског, северноамеричког и аустралијског континента.

## Галерија
- Црква Св. Ћирила и Методија
- Споменик борцима за Крајину
- Споменик на уласку у насеље